# الصحصح الخارجي

منطقة الجزيرة الفراتية، وتظهر تقسيماتها في إحدى فترات العصر العبَّاسي.

الصَّحصحُ الخارجي (توفي 171هـ / 787م) هو أحد الخوارج الذين ثاروا في منطقة الجزيرة الفراتية ضد الخلافة العبَّاسية في خلافة هارُون الرَّشيد (حكم 170 – 193هـ / 786 – 809م).
في تلك السنة، خرج الصحصح الخارجي في الجزيرة الفراتية، وكان واليها أبو هريرة محمد بن فروخ. قام أبو هريرة بتوجيه عسكر لمواجهة الصحصح، إلا أن الأخير هزمهم ثم سار نحو الموصل في باجرمي، اشتبك الصحصح مع عسكر الموصل وقتل منهم عددًا كبيرًا، ثم عاد إلى الجزيرة وسيطر على ديار ربيعة. نتيجة لتصاعد قوة الصحصح، أمر الخليفة هارون الرشيد بإرسال جيش لمواجهته. التقى الجيش العبَّاسي بالصحصح في منطقة دورين، ليُقتل الصَّحصح في المعركة سنة 171هـ / 787م. بعد انتهاء الثورة، قام الرَّشيد بعزل أبو هريرة عن ولاية الجزيرة.

### فهرس المنشورات
1. ↑  ابن الأثير (2005)، ص. 861.

### معلومات المنشورات كاملة
الكتب مرتبة حسب تاريخ النشر
- ابن الأثير الجزري (2005)، الكامل في التاريخ، مراجعة: أبو صهيب الكرمي، عَمَّان: بيت الأفكار الدولية، OCLC:122745941، QID:Q123225171